# Uhlerborn
Uhlerborn ist ein Stadtteil von Ingelheim am Rhein im Landkreis Mainz-Bingen in Rheinland-Pfalz. Als ehemaliger Ortsteil der Ortsgemeinde Heidesheim am Rhein ist der Stadtteil dem Ortsbezirk Heidesheim zugeordnet. Uhlerborn hat rund 1300 Einwohner, die in 500 Haushalten leben.

## Lage
Uhlerborn grenzt an das Stadtgebiet von Mainz (Stadtteil Finthen) und an die Gemeinde Budenheim, beide durch den Lennebergwald von Uhlerborn getrennt.
Bis in die Stadtzentren von Mainz und Wiesbaden sind es jeweils etwa 15 km (10 km Luftlinie). Eltville liegt direkt gegenüber auf der anderen Rheinseite, ist aber nicht direkt erreichbar.
Zwischen Uhlerborn und dem Rhein liegen einige kleine Seen an einem großen, teilweise befestigten Campingplatz.

## Ortsentwicklung

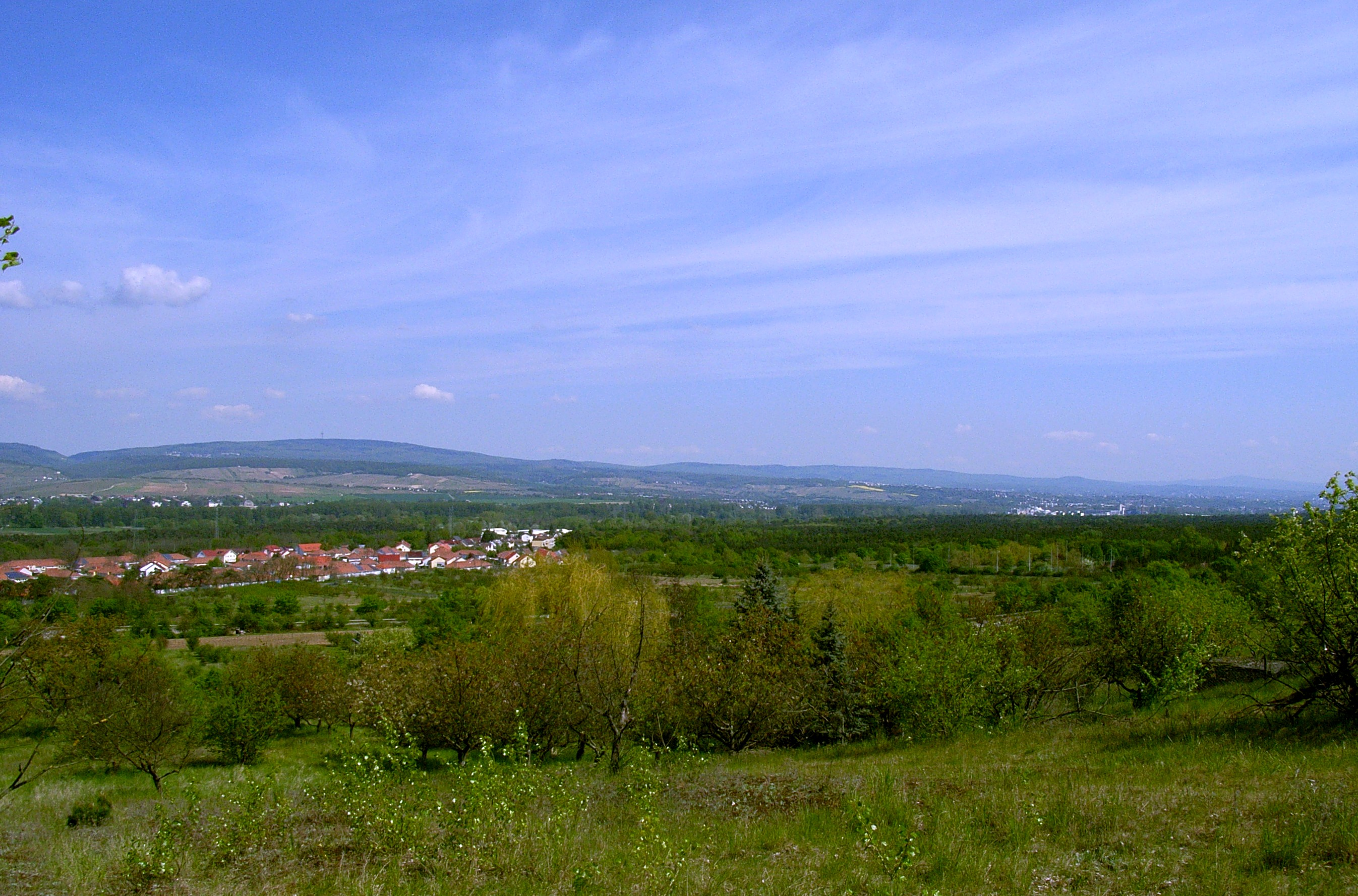
Blick auf Uhlerborn, den Lennebergwald, den Rheingau, Teile Wiesbadens sowie die Hohe Wurzel und im Hintergrund den Feldberg im Taunus

Am 31. August 1902 wurde der an der linken Rheinstrecke gelegene Uhlerborner Bahnhof eröffnet, zunächst als Block- und Zugfolgestelle.
1907 begann man nach jahrelangen Planungen mit dem Bau der Selzstellung, einer etwa 10 bis 20 Kilometer vor Mainz liegenden Festungslinie aus über 350 Befestigungswerken, die durch eine Festungsbahn verbunden wurden. 
Im August 1914 wurden Arbeiter und Soldaten in Zornheim einquartiert, die die Ortschaft an die Festungsbahn (Spurweite 60 cm) anschlossen und die Festungswerke der vorgeschobenen Stellung Zornheim ausbauten.
In den 1980er und 1990er Jahren gab es eine Wohnsiedlung der US-Armee. Im Zuge eines Konversionsprojektes wurden diese Häuser renoviert und dem deutschen Haustechnikstandard angepasst. Die militärischen Anlagen wurden entfernt. Zahlreiche Einfamilien- und Doppelhäuser sowie ein Ganztags-Kindergarten mit Krippe sind seitdem in Neu-Uhlerborn bzw. im Wohnpark Uhlerborn entstanden.
Den amerikanischen Ursprung des Wohnparks spiegelt die für deutsche Verhältnisse überdurchschnittliche Beteiligung der Einwohner an Halloween sowie die sehr aufwändige Weihnachtsbeleuchtung etlicher Häuser wider.
Seit dem Jahr 2000 gibt es ein Einkaufszentrum. In dem Einkaufszentrum befinden sich Filialen von EDEKA, ALDI SÜD, Dehner Garten-Center, Backhaus Lüning, Krämer MEGA Store und die Magic Spielhalle. Außerdem gibt es noch im Gewerbegebiet verschiedene Geschäfte und Dienstleistungen. Budenheimer Weg befindet sich weiteres Gewerbe.
Uhlerborn gehörte, als größter Ortsteil, zur Ortsgemeinde Heidesheim am Rhein. Am 1. Juli 2019 fusionierte die Ortsgemeinde Heidesheim am Rhein mit Ingelheim am Rhein, sodass Uhlerborn ein Ortsteil von Ingelheim am Rhein wurde.

## Verkehr
Der Bahnhof Uhlerborn an der linken Rheinstrecke wird von der RB 26 Mittelrheinbahn der Trans Regio bedient, im Nacht- und Berufsverkehr halten auch einzelne Züge der Linie RB 33 in Richtung Bad Kreuznach beziehungsweise Mainz. Die Fahrzeit nach Mainz Hbf beträgt rund 10 Minuten. Das sogenannte „Alt-Uhlerborn“, hauptsächlich bestehend aus der gleichnamigen Straße, führt hinab zum Haltepunkt.
| Linie | Verlauf | Takt                                    |
| ----- | --- | --------------------------------------- |
| RB 26 | MittelrheinBahn: (Köln/Bonn Flughafen –) (nur im Nachtverkehr) Köln Messe/Deutz – Köln Hbf – Köln West – Köln Süd – Hürth-Kalscheuren – Brühl – Sechtem – Roisdorf – Bonn Hbf – Bonn UN Campus – Bonn-Bad Godesberg – Bonn-Mehlem – Rolandseck – Oberwinter – Remagen – Sinzig (Rhein) – Bad Breisig – Brohl – Namedy – Andernach – Weißenthurm – Mülheim-Kärlich – Koblenz-Lützel – Koblenz Stadtmitte – Koblenz Hbf – Rhens – Spay – Boppard Hbf – Boppard-Bad Salzig – Boppard-Hirzenach – Sankt Goar – Oberwesel – Bacharach – Niederheimbach – Trechtingshausen – Bingen (Rhein) Hbf – Bingen (Rhein) Stadt – Bingen-Gaulsheim – Gau Algesheim – Ingelheim – Heidesheim (Rheinhessen) – Uhlerborn – Budenheim – Mainz-Mombach – Mainz Hbf Stand: Fahrplanwechsel Dezember 2021 | 60 min 30 min (Bingen–Mainz wochentags) |

Die Ausfahrt Heidesheim der A60 grenzt unmittelbar an Uhlerborn.
Die Buslinien 79 nach „Mainz Brückenplatz“ beziehungsweise „Ingelheim, Bahnhof“ und 80 nach „Mainz-Laubenheim Riedweg“ beziehungsweise „Ingelheim, Bahnhof“ der ORN bedienen Uhlerborn, vor allem als Schulbus. Es gibt drei Haltestellen in Uhlerborn für die Linien 79 und 80. Diese wären die Haltestelle „Uhlerborn, Walterslebener Straße“ und „Uhlerborn, Lennebergstraße“. Zusätzlich gibt es eine Haltestelle, welche weiter Entfernt von den anderen Haltestellen am Einkaufszentrum liegt. Diese ist die Haltestelle „Heidesheim, Im Schäfersborn“, welche auch von den Linien 79 und 80 befahren werden.

## Galerie

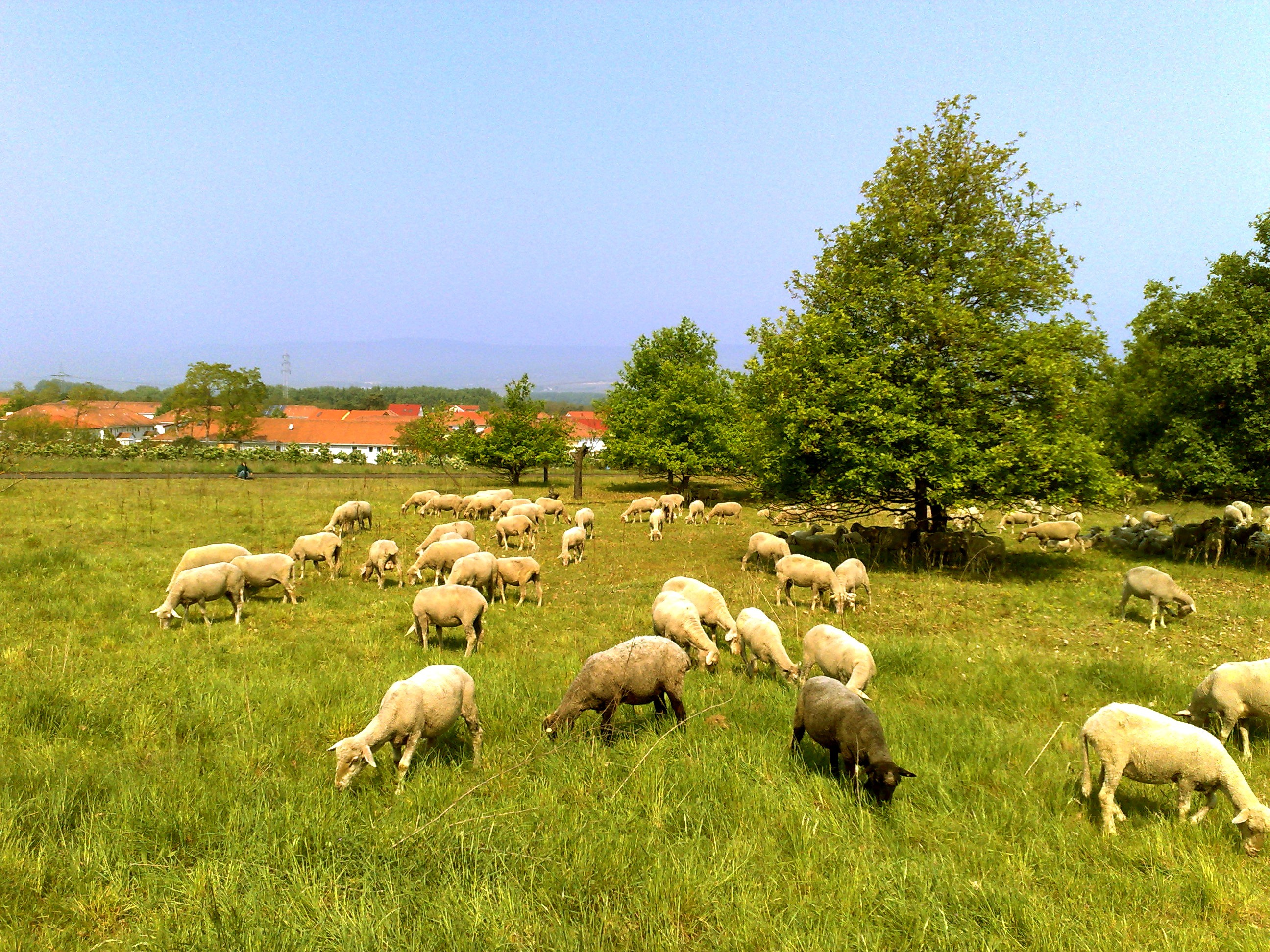
Schafe bei Uhlerborn
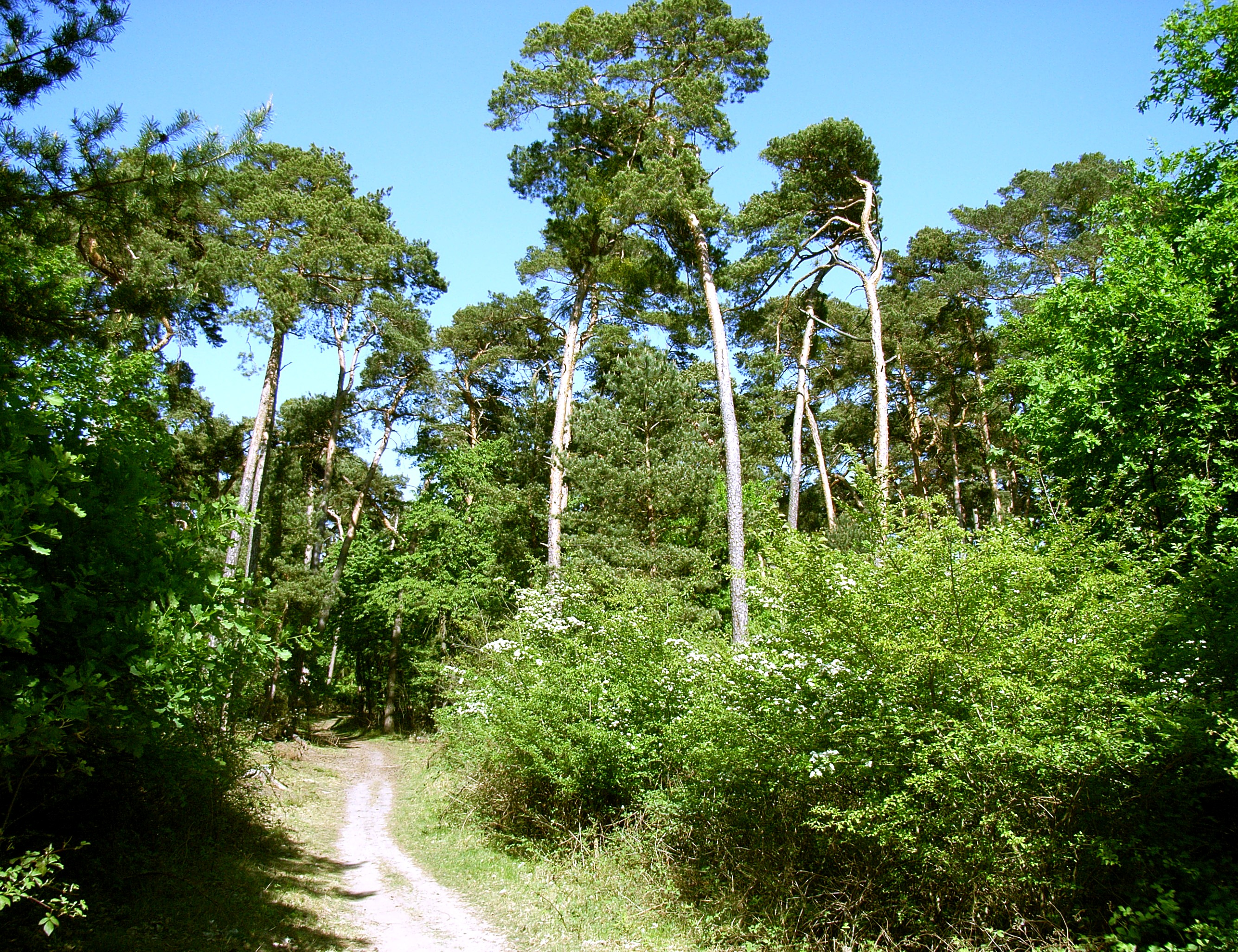
Lennebergwald im Sommer
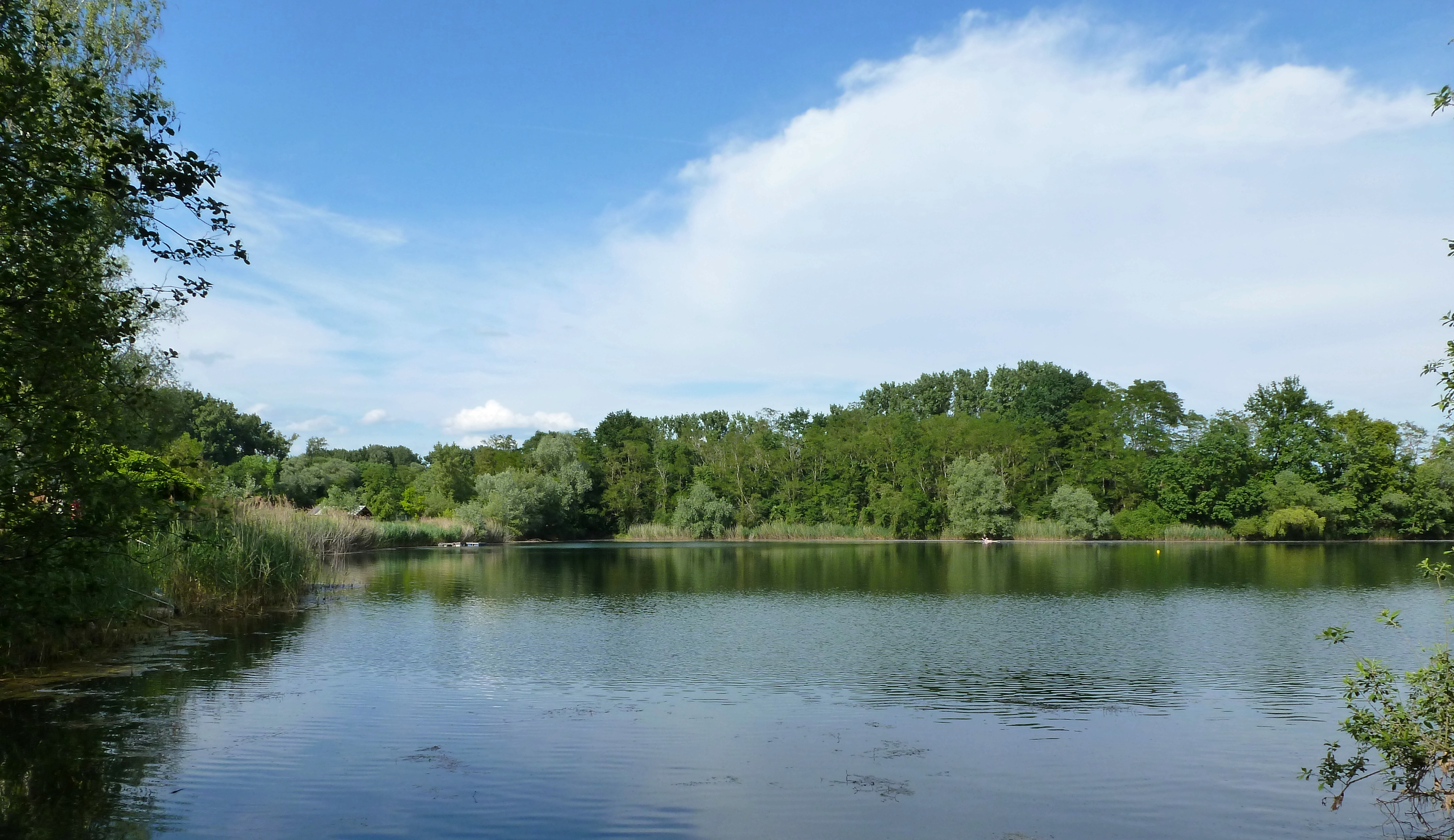
Seen bei Uhlerborn

## Belege
1. ↑  Zur Geschichte von Uhlerborn auf regionalgeschichte.net
2. ↑  Eisenbahndirektion Mainz (Hrsg.): Sammlung der herausgegebenen Amtsblätter vom 6. September 1902. 6. Jahrgang. Nr. 46. Bekanntmachung Nr. 403, S. 352.
3. ↑  www.regionalgeschichte.net
4. ↑  Näheres zur Festungsbahn hier